# Dario Barada
Dario Barada (* 8. März 1999 in Split) ist ein kroatischer Fußballspieler.

## Karriere
Barada begann seine Karriere beim RNK Split. Zur Saison 2018/19 wechselte er zum Zweitligisten NK Solin. Für Solin spielte er zehnmal in der 2. HNL. Zur Saison 2019/20 schloss er sich dem unterklassigen NK Zagora Unešić an. Zur Saison 2020/21 wechselte er wieder zu einem Zweitligisten, diesmal zum NK Kustošija. Für Kustošija absolvierte er in eineinhalb Jahren 34 Zweitligapartien. Im Januar 2022 kehrte er zum Drittligisten Split zurück.
Zur Saison 2022/23 wechselte Barada zum österreichischen Regionalligisten Schwarz-Weiß Bregenz. Für Bregenz absolvierte er insgesamt 29 Partien in der Regionalliga bzw. der Eliteliga, mit dem Klub stieg er zu Saisonende in die 2. Liga auf. Sein Debüt in der 2. Liga gab er dann im Juli 2023, als er am ersten Spieltag der Saison 2023/24 gegen den First Vienna FC in der Startelf stand. Bis Saisonende kam er zu 25 Zweitligaeinsätzen. Nach der Saison 2023/24 verließ er Bregenz.
Zur Saison 2024/25 kehrte er anschließend nach Kroatien zurück und wechselte zum Zweitligisten NK Dugopolje.